# Європа '51
«Європа '51» (італ. Europe '51) — італійський драматичний фільм 1952 року неореалістичного напряму, режисера Роберто Роселіні з Інгрід Бергман у головній ролі. Фільм був внесений до списку 100 італійських фільмів, які потрібно зберегти, від післявоєнних до вісімдесятих років. Кінострічка була показана на 17-му міжнародному Венеційському кінофестивалі 12 вересня 1952 року.
Фільм вважається частиною «трилогії самотності» Роселіні, до якої увійшли також і кінострічки «Стромболі, земля Бога» (1950) та «Італійська подорож» (1954).

## Сюжет
Підліток Мішель, син легковажної світської американки Ірени Джерард, яка в 1947 році одружилася з промисловцем й переїхала до Рима, відчуває, що мати зовсім його занедбала, і кидається у сходовий проліт з п'ятого поверху. Йому роблять операцію на зламаній шийці стегна. Дізнавшись, що падіння сина не було випадковістю, Ірена біжить до чоловіка: «Ми повинні змінити життя». Незабаром хлопчик помирає від емболії. Коли Ірена знаходить сили вийти з дому, друг, журналіст-комуніст, проводить її до бідних околиць міста. Вона заходить у будинок чоловіка, якому потрібні дорогі ліки, щоб врятувати сина. Ірена дає йому грошей.
Вона знайомиться з жінкою, що виховує шістьох дітей, троє з яких у при́ймах, і через журналіста допомагає їй знайти роботу. У перший же робочий день обставини заважають жінці прийти на завод, і Ірена вирушає туди замість неї. Вона працює на заводі повний робочий день. У прострації вона повертається до чоловіка, який думає, що вона провела день з коханцем, і не вірить її розповіді. Потім Ірена допомагає повії, що помирає від туберкульозу. Вона присутня при її агонії та смерті, навіть не думаючи кинути її та повернутися додому. Син сусіда повії бере участь у пограбуванні банку; Ірена допомагає йому втекти, а потім радить здатися, що він і робить. Поліція допитує Ірену, підозрюючи в співучасті.
Її чоловік, мати, кузен, психіатр і адвокат домовляються засадити її на примусове лікування до лікарні. Вона проходить кілька обстежень. Суддя приходить до Ірени і запитує, чи хоче вона вступити до релігійного ордену, чи є вона членом якої-небудь політичної партії і чи згодна повернутися додому до чоловіка. На всі питання Ірена відповідає негативно. Суддя підписує рішення про ув'язнення. Через ґрати камери Ірена вітає друзів з міської околиці, що прийшли її відвідати. Вони обурені тим, що бачать її за ґратами.

## Ролі виконують
- Інгрід Бергман — Ірена Джерард
- Александер Нокс — Джордж Джерард
- Етторе Джанніні[it] — Андреа Казаті
- Джульєтта Мазіна — Джульєтта «горобчик»
- Антоніо П'єтранджелі — психіатр

## Нагороди
- 1953 Премія «Бамбі» ЗМІ і телебачення Німеччини (Hubert Burda Media):
  - найкращій акторці — Інгрід Бергман
- 1953 Премія «Срібна стрічка» Італійського національного синдикату кіножурналістів:
  - найкращій акторці — Інгрід Бергман